# Сингдарин
«Сингдарин» (англ. Singdarin или Singnese) — характерный для Сингапура разговорный смешанный язык на основе китайского, аналогичный «синглишу» — смешанному языку на английской основе.

## Характеристика
Представляет собой сингапурский разговорный вариант китайского языка с большим числом заимствований из английского и малайского, других китайских диалектов, например, кантонского, цюаньчжанского и чаошаньского), а также тамильского
При схожести грамматики с путунхуа имеет значительные различия в области фонетики и лексики, что в некоторых случаях затрудняет понимание речи жителями других китаеязычных регионов.
Английские заимствования часто используются в качестве вспомогательных слов (but, then, actually, anyway и т. д.)
а также в области технической терминологии вместо общепринятых китайских слов.

### Пример бытового диалога
| «Сингдарин»                                       | Транскрипция                                           | Стандартный китайский              | Английский перевод                                        |
| ------------------------------------------------- | ------------------------------------------------------ | ---------------------------------- | --------------------------------------------------------- |
| 你的Office 在哪里？                               | Ni de office zai nali?                                 | 你的办公室在哪里？                 | Where is your office?                                     |
| Raffles Place, 很靠近 MRT Station                 | Raffles Place. Hen kaojin MRT station.                 | 莱佛士坊，很靠近地铁站             | Very near MRT station.                                    |
| You’ve been working there 多久了                  | You’ve been working there duo jiu le?                  | 你在这里工作多久了？               | How long have you been working there?                     |
| 不太久，Six Months, 我想 look for another job     | Bu tai jiu. Six months. Wo xiang look for another job  | 不太久，六个月，我想找一个新的工作 | Not long ago, 6 months, I’m thinking of looking for a job |
| Maybe 明年 when I complete 我的 accounting course | Maybe mingnian when I complete wode accounting course. | 可能明年，当我完成我的会计课程     | Maybe next year when I complete my accounting course      |
| But 我要去吃饭                                    | But wo yao qu chifan                                   | 不过我要去吃饭                     | But I’m going for my dinner                               |

## Происхождение
Как и разговорный сингапурский английский, «сингдарин» возник в многоязычной среде, сложившейся в результате государственной политики «плавильного котла», заключающейся в противодействии возникновению этнических анклавов путем совместного расселения в социальном жилье представителей разных этнических групп, проживающих в стране.
Формированию смешанного языка способствовала необходимость эффективного общения как с соседями, так и внутри семей, где один из родителей является носителем путунхуа или китайского диалекта, а другой говорит английском, малайском или каком-либо другом языке.

## Официальный статус
Большинство китаеязычных сингапурцев свободно переходит с «сингдарина» на путунхуа, языком в той или иной степени владеют и другие этнические группы Сингапура. «Сингдарин» также является языком-посредником для межъязыковых лексических заимствований.
Правительство Сингапура долгое время не одобряло использование местной разновидности китайского языка и поощряло изучение путунхуа для эффективного сотрудничества с носителями в КНР, Тайване и других китаеязычных регионах — примером является, в частности, кампания Speak Mandarin (SMC).
Со временем, однако, наметилась тенденция к сохранению уникальности «сингдарина» как проявления особой, смешанной сингапурской культуры («культуры роджак»).
«Сингдарин» ограниченно проникает из неформальной бытовой и профессиональной сферы в школу и на местное телевидение.